# Pppd
pppd (abbreviazione di point-to-point protocol daemon) è un demone tipico dei sistemi GNU/Linux e di altri sistemi Unix-like che permette di realizzare connessioni di rete punto-punto mediante il protocollo PPP usando modem analogici o Adsl.

## Funzionamento
Il file eseguibile relativo a tale comando è di utilità per i vari utenti, ma non è essenziale per l'avvio del sistema e pertanto si trova nella directory /usr/sbin (secondo lo standard FHS) ed il cui proprietario è l'utente root.
In fase di instaurazione della connessione viene eseguito lo script /etc/ppp/ip-up, che esegue tutti gli script contenuti nella directory /etc/ppp/ip-up.d.
Similarmente, in fase di chiusura della connessione viene eseguito lo script /etc/ppp/ip-down, che esegue tutti gli script contenuti nella directory /etc/ppp/ip-down.d.
L'autenticazione viene effettuata tramite i protocolli PAP o CHAP, usando le credenziali memorizzate rispettivamente nei file  /etc/ppp/pap-secrets e /etc/ppp/chap-secret.

## Esempi di utilizzo
La sintassi generale del comando è:
```
 pppd [
ttyname
] [
speed
] [
opzioni
]
```

Il parametro ttyname indica il nome del dispositivo a caratteri da usare per la trasmissione e ricezione dei dati, senza il prefisso /dev/ (es. ttyS0 indica il dispositivo /dev/ttyS0).
Il parametro speed specifica  la velocità di connessione in bit per secondo.
Tra le opzioni principali vi sono:
call nome_fileindica di usare il file /etc/ppp/peers/nome_file come file di configurazione per effettuare la connessione;
connect comandoesegue il comando specificato (tipicamente uno script) prima di avviare il protocollo PPP;
defaultrouteaggiunge una regola di instradamento alla tabella di routing, considerando l'host a cui ci si è connessi come default gateway;
persistindica a pppd di non terminare l'esecuzione dopo che la connessione è terminata.
Le opzioni comuni sono contenute nel file /etc/ppp/options, che sono prese in considerazione prima di quelle specificate da riga di comando.